# Dipignano
Dipignano ist eine italienische Gemeinde in der Provinz Cosenza in Kalabrien mit 4054 Einwohnern (Stand 31. Dezember 2023).

## Lage und Daten
Dipignano liegt etwa 12 km südlich von Cosenza im Tal des Crati. Die Nachbargemeinden sind Carolei, Cosenza, Domanico, Cerisano, Mendicino und Paterno Calabro.
Der Ort wurde im Mittelalter von Flüchtlingen aus Cosenza gegründet. Bekannt ist der Ort für seine Kupferverarbeitung.

## Sehenswürdigkeiten
Im Ort steht die Kirche Santa Maria delle Grazie. Die Kirche stammt aus dem 15. Jahrhundert wurde seitdem stark verändert. Erhalten ist noch das Portal und Teile der Apsis. Im Inneren befindet sich eine Marmorstatue der Madonna delle Grazie aus dem 17. Jahrhundert.